# ابوالقاسم علی بن الحسن
أبو القاسم علی بن الحسن (درگذشت:۱۳ ژوئیه ۹۸۲ کروتون) سومین امیر سلسله شیعه مذهب کالبیدها در جزیره سیسیل بود که طی سالهای ۹۶۹–۹۸۲ میلادی حکومت کرد.